# Nasser Al-Khelaifi
Nasszer bin Ganim al-Helaifi (Arabul: ناصر بن غانم الخليفي) (Omán, 1973. november 12. –) katari üzletember. 
A Paris Saint-Germain (PSG), a Katari Teniszszövetség (QTF) elnöke és az Ázsiai Teniszszövetség Nyugat-Ázsiáért (ATF) alelnöke. 
Al-Helaifi a francia Paris Saint-Germain elnöke és vezérigazgatója. A Nemzetközi Labdarúgó-szövetség (FIFA) szervezőbizottságának tagja.
- 2019-ben az Európai Klubszövetség megválasztotta az UEFA végrehajtó bizottságának tagjává.
- 2016-ban megkapta a L’Equipe „legerősebb ember a francia futballban" elismerését.
- 2015-ben „kedvenc Ligue 1 elnökének” választották.
- 2011. október 7-én megvásárolta a francia labdarúgó-bajnokságban szereplő Paris Saint-Germaint.

## Fordítás
Ez a szócikk részben vagy egészben  a   Nasser Al-Khelaifi című angol Wikipédia-szócikk fordításán alapul.  Az eredeti cikk szerkesztőit annak laptörténete sorolja fel. Ez a jelzés csupán a megfogalmazás eredetét és a szerzői jogokat jelzi, nem szolgál a cikkben szereplő információk forrásmegjelöléseként.